# 조류의 진화

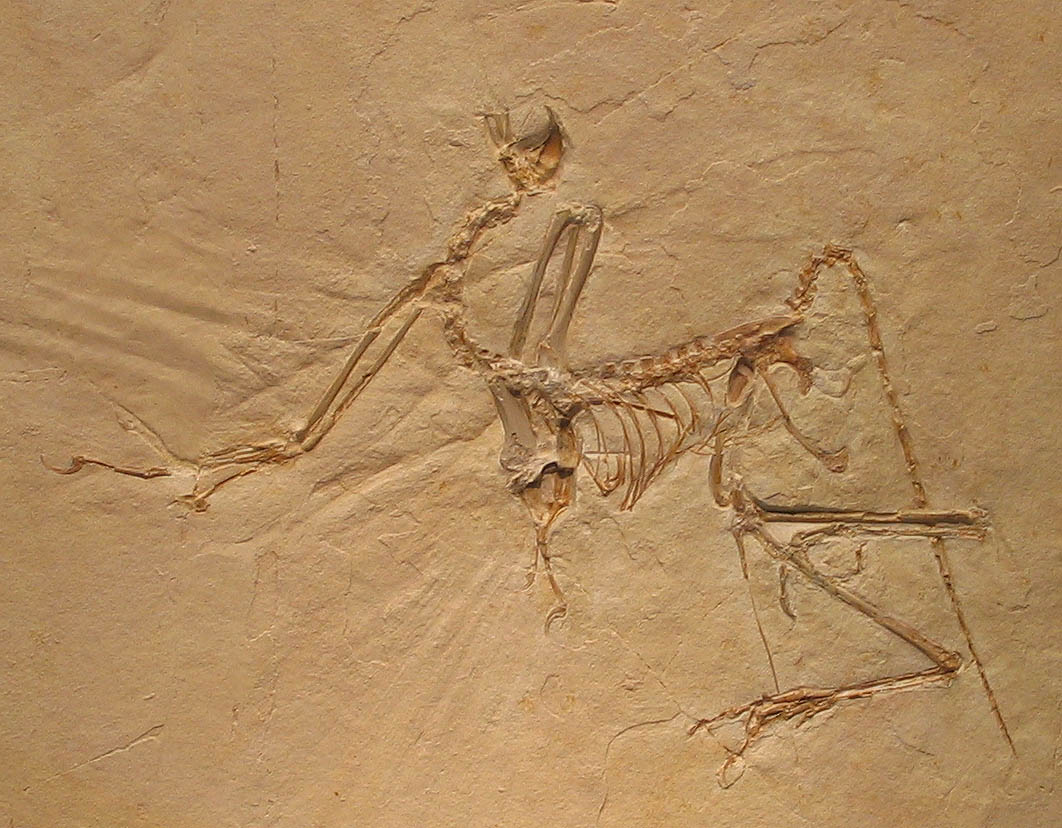
시조새(아르카이오프테릭스) 화석

조류의 진화(영어: evolution of birds)는 쥐라기 시대에 비롯하였다고 여겨진다. 수각류에 속하는 새는 파충류와 공통되는 점이 매우 많다. 즉 다같이 난생(卵生)인 것과 염색체가 수컷은 XX형이고 암컷이 XY형이라는 점을 들 수 있다. 새와 공룡의 중간형인 시조새의 화석이 있다. 만일 훗날에 조류가 출현하지 않았다면 이 시조새도 육식 공룡으로 분류되었을 것이다. 미크로랍토르와 같은 공룡 화석에서 깃털이 발견되면서, 조류는 깃털 달린 공룡에서 진화했다는 것이 확실시되었다.

## 조류의 화석
시조새의 화석은 독일의 바바리아 지방에 있는 쥐라기의 지층에서 나온 것으로 학명은 아르카이오프테릭스(Archaeopteyx)이고 3개가 발굴되었다. 석회암 속에서 발견된 것으로 까마귀 정도의 크기이고 깃털을 갖고 있다. 그러나 골격을 보면 파충류에 가깝다는 것을 알 수 있다. 예를 들어 턱에는 날카로운 이빨이 있고 꼬리뼈는 길어 파충류와 유사하며 꼬리깃은 현재의 조류와는 달리 꼬리뼈 양쪽에 달려 있다. 날개는 약하고 앞발에는 3개의 갈퀴발톱이 있어 깃털 밖으로 튀어나와 있으며, 발가락은 하나하나 떨어져 있다. 뼈는 속이 비어 있지 않아 공기가 통하지 않는다. 또 가슴뼈가 잘 발달되지 않아 허리 부분이 조류처럼 척추뼈와 밀착되지 않았다. 먹이는 작은 파충류나 양서류, 곤충 등으로 육식성이었을 것이며, 물론 날 수는 있었겠지만 비상력이 약해서 나뭇가지와 가지 사이를 날아다닐 정도였을 것이다. 그 후 조류의 화석은 거의 발견되지 않았다. 조류는 공중을 날아 다니는 종류이므로 화석으로 남기 어렵기 때문이다. 그러나 백악기의 지층에서 발견된 헤스페로르니스라는 물새는 날개라고는 전혀 없이 발로 물을 헤치면서 헤엄친 것 같고 아직 이빨이 있었다. 그 밖의 화석에는 이렇다할 자료가 남아 있지 않지만, 시노사우롭테릭스, 안키오르니스와 같은 깃털공룡이 발견되면서 깃털의 발달과 조류의 등장에 대한 혁명적인 단서가 되었다.

## 조류의 발달
중생대 쥐라기에 공룡으로부터 분화된 조류는 신생대 초기에 진화가 완성되었다고 보는데, 그 증거로는 우선 이빨이 없어지고 각질인 부리를 갖게 되었으며, 체온이 일정해졌다. 발달된 깃털도 났다. 그리고 심실(心室)이 4개인 심장이 있고, 동맥과 정맥이 완전히 분리되며, 뇌가 커지고 눈이 발달하여 시각이 예민해진다. 따라서 색채도 구별할 수 있게 되고 청각도 발달하는데, 물새의 경우는 후각도 발달했을 것이다. 나는 운동이 격렬하므로 신진대사도 격렬해진다. 또 지저귈 수 있게 되고 둥지를 틀 수 있게 되었으며, 군생하는 종류가 많아졌는데, 계절에 따라 서식처를 옮기는 철새 따위가 생긴 것은 그 이후일 것이다. 새는 날아다니는 것이 보통이지만 일부는 두 발로 땅 위를 달릴 수 있게 되었다. 타조나 화식조(火食鳥) 따위가 그 예인데, 뉴질랜드의 키위 등은 앞다리가 퇴화하여 날개도 없으며, 펭귄은 헤엄을 칠 수 있다.
이들 조류는 날 수가 없어 지상에 산란하게 되므로 인류에 의해 멸종된 것이 많다. 뉴질랜드의 모아 따위는 인류가 이주하기 전까지는 번성했지만 결국 인류에 의해 멸종되고 말았다. 아프리카에 서식했던 조류도 최대의 알을 낳는 에피오르니스 따위도 인간의 사냥감으로 희생되고, 알은 지상 포유류의 먹이가 되어 멸종되었을 것이다. 극히 드문 예외를 제외하면 조류는 지상에서 생활하며 낮 동안에 활동하므로 인간이 가장 연구하기 쉬운 동물이다. 조강(鳥綱)의 세계적인 종류는 연구자에 따라 아종(亞種)과 종(種)의 견해는 달라도 대체적인 종류는 정해져 있어, 분류학상 가장 세밀하게 조사된 무리 가운데 하나이다.

## 같이 보기
- 생물 진화의 역사